# 何瑀
何瑀（？—449年），字稚玉，庐江郡灊縣人。魏晉南北朝時南朝宋官員，他出身高門廬江何氏，祖父為東晋尚书左仆射何澄、父親何融為大司農。

## 生平
何瑀獲宋文帝特別親信禮遇，因此官歷清通顯貴，446-449年任侍中，最後以右衛將軍卒官。他本人以豪奢聞名，常跟同為權勢富家子弟的平昌人孟灵休、东海何勖等相互比較車馬驕奢的高下。
他娶宋武帝劉裕的幼女豫章長公主劉欣男為妻，公主與何瑀情愛隆密，何家的外姻疏戚，都沾恩被澤；但是公主有時也會嫌何瑀相貌不夠俊俏而發怒，何瑀因此躲在深井中。，大明八年（464年）劉欣男去世時，何瑀已先過世了，宋孝武帝命人依例打開何瑀的墳墓，讓夫妻合葬，並追赠何瑀為金紫光禄大夫，加散骑常侍。

## 名字記異
《宋書》等史書皆對文帝親任之大臣有以下記載：「（文）帝之始親政事也，委任王華、王曇首、殷景仁、謝弘微、劉湛，次則范曄、沈演之、庾炳之，最後江湛、徐湛之、何瑀之及（王）僧綽，凡十二人」。東晉及南朝時期有將作人名的「之」字除去之例，故此處可能是指何瑀；但胡三省（清朝）於通鑑的文末註釋說：「何瑀之」，恐當作「何尚之」，因史書中其他記載中未見何瑀有出任掌權要職的記載，故認為這應是文帝時官至尚書令的何尚之之誤。

## 子女
- 何邁，娶新蔡公主劉英媚，寧朔將軍、南濟陰太守。因起兵推翻宋前廢帝失敗而被殺。
- 何令婉，嫁時仍為皇太子的宋前廢帝，並以太子妃身份去世，初諡為獻妃，廢帝即位後追尊為獻皇后。

### 腳註
1. ↑  卒年依據（清）萬斯同《宋將相大臣年表》
2. ↑  （清）萬斯同《宋將相大臣年表》，但不知萬斯同有何出處
3. ↑  《宋書》作衞將軍，今據《南史》
4. ↑  《宋書》卷四十一〈王藻傳〉：「王偃無仲都之質，而倮露於北階，何瑀闕龍工之姿，而投軀於深井」
5. ↑  見《宋書》，頁1874；《南史》，頁437；《資治通鑑》卷一百二十六，頁3972。
6. ↑  中華書局《宋書·卷七十一》校勘記：本書前廢帝何皇后傳：「父瑀字稺玉。」此作何瑀之，蓋六朝人名後之「之」字，有時可省去。又通鑑宋文帝元嘉二十八年胡三省注曰：「何瑀之恐當作何尚之。」蓋以何瑀雖官歷清顯，未嘗管機密，不如何尚之之當要任。

### 文獻
- 《宋書·后妃傳》
- 《資治通鑑》卷一百二十六，北京：中華書局，1956年。